# 施泰尔马克地区基希巴赫
施泰尔马克地区基希巴赫–2014 是奥地利施蒂利亚州费尔德巴赫县的一个市镇。总面积15.19平方公里，总人口1622人，人口密度106.8人/平方公里（2001年）。